# Каразея
Каразе́я — грубая шерстяная ткань неплотной фактуры, известная с XIII века.

## Общие сведения
Каразеей называют грубую шерстяную ткань неплотной фактуры, с косой ниткой. На Руси (в России) известна с XV века как разновидность местных домотканых тканей, из которых преимущественно изготавливали верхнюю одежду. Изделия из каразеи характерны для традиционного костюма крестьян. В русской армии использовалась для шитья мундиров. В более поздние времена использовалась на подкладку под сукно.

## Этимология
Название происходит от места первоначального производства подобной ткани в 1262 году, английской деревни Керси (англ. Kersey) в графстве Суффолк.